# 蔣燦

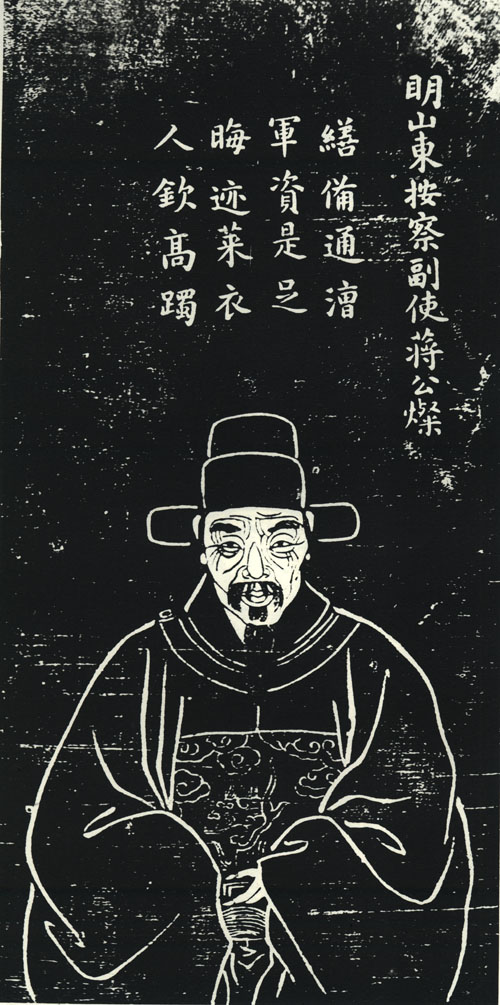
蒋灿石刻像刻于清道光七年（1827年），清孔继尧绘，石蕴玉正书赞，谭松坡镌，为《沧浪亭五百名贤像》之一。

蔣燦（1593年—1661年），字韜仲、號雉園，晚號慕皆，南直隸蘇州府長洲縣人，明朝、南明政治人物。

## 生平
蔣燦為清流縣知縣蔣育馨次子，母陸氏。萬曆三十七年（1609年）成為博士弟子，同年丁父憂，服闋後補廩生。天啟元年（1621年）辛酉科應天鄉試舉人，崇禎元年（1628年）戊辰科進士，同年授浙江餘姚縣知縣，調河南上蔡縣知縣，期間修築城牆、管理保伍、訓練勇士以防禦流賊，七年（1634年）升兵部武選司主事，八年（1635年）升職方司員外郎，九年（1636年）升武選司郎中，同年改武庫司郎中，奉命巡視山西大同軍務，十一年（1638年）升山東按察司僉事，同年升山東布政使司參議、兵備天津，期間修繕天津衛，興建三臺於楊柳青鎮。蔣燦在保障糧餉供給方面有建樹，包括簡化東南漕運入京倉流程，先行將糧餉截留於天津衛，再行北上入京倉，從而省下往返分發費用，他還保全南浙七府等糧運及長蘆鹽運等。後因查案等諸多因素謫戍福建，後得赦免，北京失陷後和王宗昌沿海路到南京。南京失陷，他杜門照顧母親及家人。母親陸氏於順治九年（1652年）過世，蔣燦哭至雙目失明。十八年（1661年）冬卒於家。
蔣燦著有《春秋講義》、《羼提齋集》、《半關文稾》、《津門奏疏》等，沈德潛輯《明詩別裁集》卷十錄有其《題杜少陵像》二首。順治十六年（1660年），蔣燦與孫蔣廷銓（原名蔣鏳，蔣圻三子，申用嘉長子申繼揆女婿）及江南諸文友為申繼揆七十大壽題寫祝壽詩文，其所著贈言記於《傳社唱和》文集中。

## 家族
夫人為嚴訥長子嚴治次女；側室黃氏、吳氏。有六子：長子蔣垣（字師維，號公藩，1613-1634）為長洲庠生，配盛昶裔孫女、盛符升從妹，以弟蔣圻次子蔣之逵為嗣。蔣燦次子蔣埏早亡。蔣燦三子蔣圻（字胤侯，號雪菴，1617-1664）為蘇州府庠生，配王汝哲女，有六子。蔣燦四子蔣址（字定侯，號士安，1627-1701）為長洲庠生，配馮明玠女，繼妻張氏，有二子。蔣燦五子蔣垓（字兆侯，1636-1665），順治十四年（1657年）丁酉科舉人，十六年（1659年）己亥科會試副榜，配安氏，以兄蔣圻五子蔣廷鎔為嗣。蔣燦六子蔣壎（字協侯，1649-1671）為蘇州府庠生，配朱氏，有一子。
毛綸、毛宗崗父子與婁關蔣氏家族交往密切。順治年間，蔣燦聘毛綸為孫輩授業。其後，毛宗崗與蔣燦多位子侄孫輩有文學往來，包括探討《琵琶記》等。毛宗崗還曾應蔣燦曾孫蔣深等人之請，著《稚園公戊辰硃卷並遺囑手跡合裝冊題跋》等。

## 引用
1. 1 2  錢海岳《南明史·卷八十九·列傳第六十五》：北京不守，（王宗昌）欲起兵勤王，無一應者。知事不可為，與蔣燦航海歸。……燦，字韜仲，長洲人。崇禎元年進士。歷餘姚知縣，兵部主事、郎中。出為天津參議，修建衛城。南京亡，奉母隱卒。
2. 1 2 3  . 中國國家圖書館中華古籍資源庫.
3. ↑  乾隆《長洲縣志·卷二十·科目》：天啟元年辛酉科 解元陳祖綬，武進人……蔣燦，育馨子，見進士
4. ↑  乾隆《長洲縣志·卷二十·科目》：崇禎元年卯辰劉若宰榜 蔣燦 韜仲 會魁 山東參議
5. ↑  .  (PDF). 崇禎：蔣燦 長洲進士 元年任；（繼任）梁佳植 分宜人 四年任
6. ↑  .  (PDF). 明：...（前任）羅袞；蔣燦 蘇州人 進士；（繼任）胡舜封
7. ↑  乾隆《長洲縣志·卷二十四·人物三》：蔣燦，父育馨，清流知縣，以廉惠稱。燦，中崇禎元年進士，除餘姚知縣，調上蔡縣。修城闉、嚴保伍、練壯勇，為守禦備，流賊不敢犯。陞兵部主事，歷員外郎、郎中，擢天津兵備參議，繕衛城，作三臺於丁字沽楊邨楊柳清，以捍蔽保全南浙白糧數萬、南直解餉十萬、長蘆鹽貨六十萬。坐事謫戍福建，赦歸，明亡後杜門養母。母歿，哭泣病目至雙瞽，卒年六十九。
8. ↑   (PDF).
9. ↑   (PDF).
10. ↑  .  (PDF).
11. ↑  盛符升. . .
12. ↑   (PDF).
13. ↑  周兆新主編. . . 北京大學出版社. 1995: 頁1-25.
14. ↑  陸林. . 《文獻雙月刊》. 2014年7月, (第4期): 頁18–22.
15. ↑  夏志穎. . 《古籍整理研究学刊》. 2019, (第1期): 頁42-48.